# 1-й танковый корпус СС
1-й танковый корпус СС «Лейбштандарт СС Адольф Гитлер» (нем. I. SS-Panzerkorps „Leibstandarte SS Adolf Hitler“) — оперативно-тактическое объединение войск СС нацистской Германии периода Второй мировой войны. Формировался с 27 июля 1943 года в Германии.

## Боевой путь корпуса
Штаб корпуса создан 27 июля 1943 г. в Берлине. Корпусные части формировались в Беверлоо, танковое подразделение в Майли-ле-Камп. В августе 1943 г. некоторые корпусные части и 1-я танковая дивизия СС «Лейбштандарт СС Адольф Гитлер» были отправлены в город Мерано на территорию Италии. В январе 1944 г. части корпуса были отправлены во Францию. Прибыв во Францию, корпус был введён в резерв группы армий «Д».
С началом высадки союзников в Нормандии в июне 1944 г. части корпуса были переброшены в район города Фалез. В середине июня части корпуса участвовали в упорных боях за Виллер-Бокаж, а в конце месяца за Руан. К первому июля части корпуса были настолько сильно потрёпаны, что его командир запросил Гитлера об отводе корпуса с передовой. С 18 июля корпус начал концентрироваться в районе дороги Кан — Фалез. В этом районе корпус участвовал в оборонительных боях. В середине августа части корпуса прикрывали прорыв 7-й полевой армии из Фалезского котла. К концу августа 1944 г. дивизии и корпусные части были почти полностью обескровлены. В сентябре — октябре корпус находился в Эйфеле, а в ноябре был выведен в Вестфалию для восстановления.
В декабре 1944 — январе 1945 гг. наспех пополненные части корпуса участвовали в Арденнском наступлении. После провала Арденнской операции корпус был выведен на территорию Германии для повторного пополнения. В феврале 1945 г. корпус был введён в состав 6-й танковой армии СС, вместе с которой отправился на территорию Венгрии. После краха операции «Пробуждение весны», корпус отступил на территорию Нижней Австрии. После непродолжительных боёв за Вену корпус капитулировал в мае 1945 г.

## Командующие корпусом
- оберст-группенфюрер СС и генерал-полковник танковых войск СС Йозеф Дитрих (27 июля 1943 — 9 августа 1944)
- бригадефюрер СС и генерал-майор войск СС Фриц Кремер (9 — 16 августа 1944)
- обергруппенфюрер СС и генерал войск СС Георг Кепплер (16 августа — 30 октября 1944)
- группенфюрер СС и генерал-лейтенант войск СС Герман Присс (30 октября 1944 — 8 мая 1945)

## Состав корпуса

1-й танковый корпус СС 15 декабря 1944.

Части корпусного подчинения носили номер 101. В сентябре 1944 г. наиболее важные из них были подчинены непосредственно рейхсфюреру СС и получили номер 501.

### Постоянные части корпусного подчинения
- 101-й тяжёлый танковый батальон СС
- 101-й тяжёлый артиллерийский дивизион СС
- 101-й тяжёлый миномётный дивизион СС
- 101-й зенитный дивизион СС
- 101-й сапёрный батальон СС
- 101-й батальон связи СС

### Подчинённые корпусу дивизии
| С 12 июня 1944 года: - 12-я танковая дивизия СС «Гитлерюгенд»; - 21-я танковая дивизия; - Танковая учебная дивизия; - 716-я пехотная дивизия. С 16 сентября 1944 года: - 1-я танковая дивизия СС «Лейбштандарт СС Адольф Гитлер»; - 2-я танковая дивизия СС «Рейх»; - 12-я танковая дивизия СС «Гитлерюгенд»; - 2-я танковая дивизия; - 172-я пехотная дивизия. | С 24 декабря 1944 года: - 1-я танковая дивизия СС «Лейбштандарт СС Адольф Гитлер»; - 12-я танковая дивизия СС «Гитлерюгенд»; - 3-я парашютная дивизия; - 12-я народная пехотная дивизия; - 277-я народная пехотная дивизия С 5 марта 1945 года: - 1-я танковая дивизия СС «Лейбштандарт СС Адольф Гитлер»; - 12-я танковая дивизия СС «Гитлерюгенд»; - остатки 25-й венгерской пехотной дивизии. |

### 15 декабря 1944
Командующий: группенфюрер СС Hermann Preiss

| - 9-я моторизованная народная миномётная бригада - 14-й полк тяжёлых реактивных миномётов: - 54-й полк реактивных миномётов: - 3 (mot) батареи (6 210 мм пусковые установки) (70 150mm & 54 210mm werfers) - 4-я моторизованная народная миномётная бригада - 51-й полк реактивных миномётов: - 1-й батальон: 3 (mot) батареи (6 150 мм пусковые установки) - 2-й батальон: такой же как 1-й батальон - 3-й батальон: 3 (mot) батареи (6 210 мм пусковые установки) - 53-й полк реактивных миномётов: - 1-й батальон: 3 (mot) батареи (6 150 мм пусковые установки) - 2-й батальон: 3 (mot) батареи (6 150 мм пусковые установки) - 3-й батальон: 3 (mot) батареи (6 210 мм пусковые установки) - 402-й моторизованный народный артиллерийский корпус - 1-й (motZ) батальон: 3 (motZ) батареи (6 75mm FK 40) - 2-й (motZ) батальон: 2 (motZ) батареи (6 100mm K18 guns) - 3-й (motZ) батальон: 3 (motZ) батареи (6 105mm leFH 18/40) - 4-й (motZ) батальон: 2 (motZ) батареи (6 152mm KH 433(r)) - 5-й (motZ) батальон: 2 (motZ) батареи (6 122mm sFH 396 (r)) - 388-й моторизованный народный артиллерийский корпус: - 1-й батальон: 1—3-я (motZ) батареи (6 75mm FK 40) - 2-й батальон: 4—5-я (motZ) батареи (6 88mm PAK 43 guns) - 3-й батальон: 6—9-я (motZ) батареи (6 105mm leFH) - 4-й батальон 10—11-я (motZ) батареи (6 150mm sFH) - 5-й батальон 13—14-я (motZ) батареи (6 122-мм русских гаубиц) - 6-й батальон: 15—16-я (motZ) батареи (3 210mm гаубицы), 18th (motZ) Battery (3 170mm guns) - 501-й артиллерийский дивизион СС - 502-й артиллерийский дивизион СС - 1000-я (bo) тяжёлая гаубичная батарея (3 305mm гаубицы) - 1000-я (bo) тяжёлая гаубичная батарея (3 305mm гаубицы) - 1000-я (bo) тяжёлая гаубичная батарея (3 305mm гаубицы) - 1123-я (bo) крепостная артиллерийская батарея (2 240mm K-3/1 guns) - 1-я танковая дивизия СС «Лейбштандарт СС Адольф Гитлер»: Оберфюрер СС W. Mohnke - 1/,2/1-й танковый полк СС (34 Mk IV, 37 Mk V) - Mk V Panther — 34/38/37/0 - Mk IV — 34/34/34/0 - 1/,2/,3/1-й моторизованный полк - 1/,2/,3/2-й моторизованный полк - 1/,2/,3/,4/1-й артиллерийский полк СС - 105mm lFH — 0/30/0/0 (on 14 Dec — 30) - 150mm sFH — 0/18/0/0 (on 14 Dec — 18) - 100mm K18 — 0/4/0/0 (on 14 Dec — 4) - 1-й разведывательный батальон СС - 1-й миномётный дивизион СС - 1-й противотанковый дивизион СС (20 Pzjg IV) StuG — 21/22/10/0, Heavy PAK — 25/25/24/0 - 1-й инженерный батальон СС - 1-й зенитный дивизион СС - 1-й батальон связи СС - 501-й тяжёлый танковый батальон СС (30 Mk VI King Tiger) Mk VI Tiger — 45/15/15/30 - 84-й лёгкий зенитный дивизион | - 12-я танковая дивизия СС «Гитлерюгенд» штандартенфюрер СС H. Kraas - 1/12-й танковый полк СС (39 Mk IV, 38 Mk V) - Mk V Panther — 34/41/38/? - Mk IV — 34/42/39/? - 1/,2/,3/25-й моторизованный полк СС - 1/,2/,3/26-й моторизованный полк СС - 1/,2/,4/12-й артиллерийский полк СС - 105mm lFH — 0/36/0/0 (on 14 Dec — 36) - 150mm sFH — 0/12/0/0 (on 14 Dec — 18) - 100mm K18 — 0/4/0/0 (on 14 Dec — 4) - 1/,2/12-й мотоциклетный полк СС - 12-й противотанковый дивизион СС (22 Pzjg IV) - 560-й тяжёлый противотанковый дивизион (12 Pzjg V & 25 Pzjg IV) StuG — 21/22/22/0) - 12-й зенитный дивизион СС (4 батареи) - 12-й инженерный батальон СС - 12-й батальон связи СС - 506-й тяжёлый противотанковый дивизион Heavy PAK — 28/25/25/? - 277-я народная пехотная дивизия: полковник W. Viebig16 - 1/,2/989-й народный пехотный полк - 1/,2/990-й народный пехотный полк - 1/,2/991-й народный пехотный полк - 1/,2/,3/,4/277-й артиллерийский полк - 75mm FK 40 (14 Dec) — 18 - 105mm lFH 18/40 (14 Dec) — 24 - 150mm sFH 18 (14 Dec) — 18 - 277-й противотанковый дивизион (6 Jgpz 38t) - 277-й стрелковый батальон - 277-й инженерный батальон - 277-й батальон связи - 12-я народная пехотная дивизия: генерал-майор G. Engel (11,934/7,261/5,676) - 1/,2/27-й стрелковый полк - 1/,2/48-й народный пехотный полк - 1/,2/49-й народный пехотный полк - 1/,2/,3/,4/12-й артиллерийский полк - 105mm lFH 18/40 (14 Dec) — 31 - 150mm sFH 18 (14 Dec) — 8 - 1/48-й артиллерийский полк - 12-й противотанковый дивизион (6 StuG) - 12-й стрелковый батальон - 12-й инженерный батальон - 12-й батальон связи - 3-я парашютная дивизия: генерал-майор Wadehn20 - 1/,2/,3/5-й парашютно-десантный полк - 1/,2/,3/8-й парашютно-десантный полк - 1/,2/,3/9-й парашютно-десантный полк - 1/,2/,3/3-й артиллерийский полк - 105mm lFH 18/40 (14 Dec) — 24 - 150mm sFH 18 (14 Dec) — 12 - 3-й разведывательный батальон - 3-й противотанковый дивизион - 3-й инженерный батальон - 3-й авиационный батальон связи (Luftnachrichten Abteilung) - 150-я танковая бригада СС: оберштурмбаннфюрер при войсках СС O. Skorzeny - 2 танковые роты (5 Mk V Panzers & 2 M-4 tanks) - 2 моторизованные роты - 2 противотанковые батареи (5 StuG) |